# Maison-Dieu

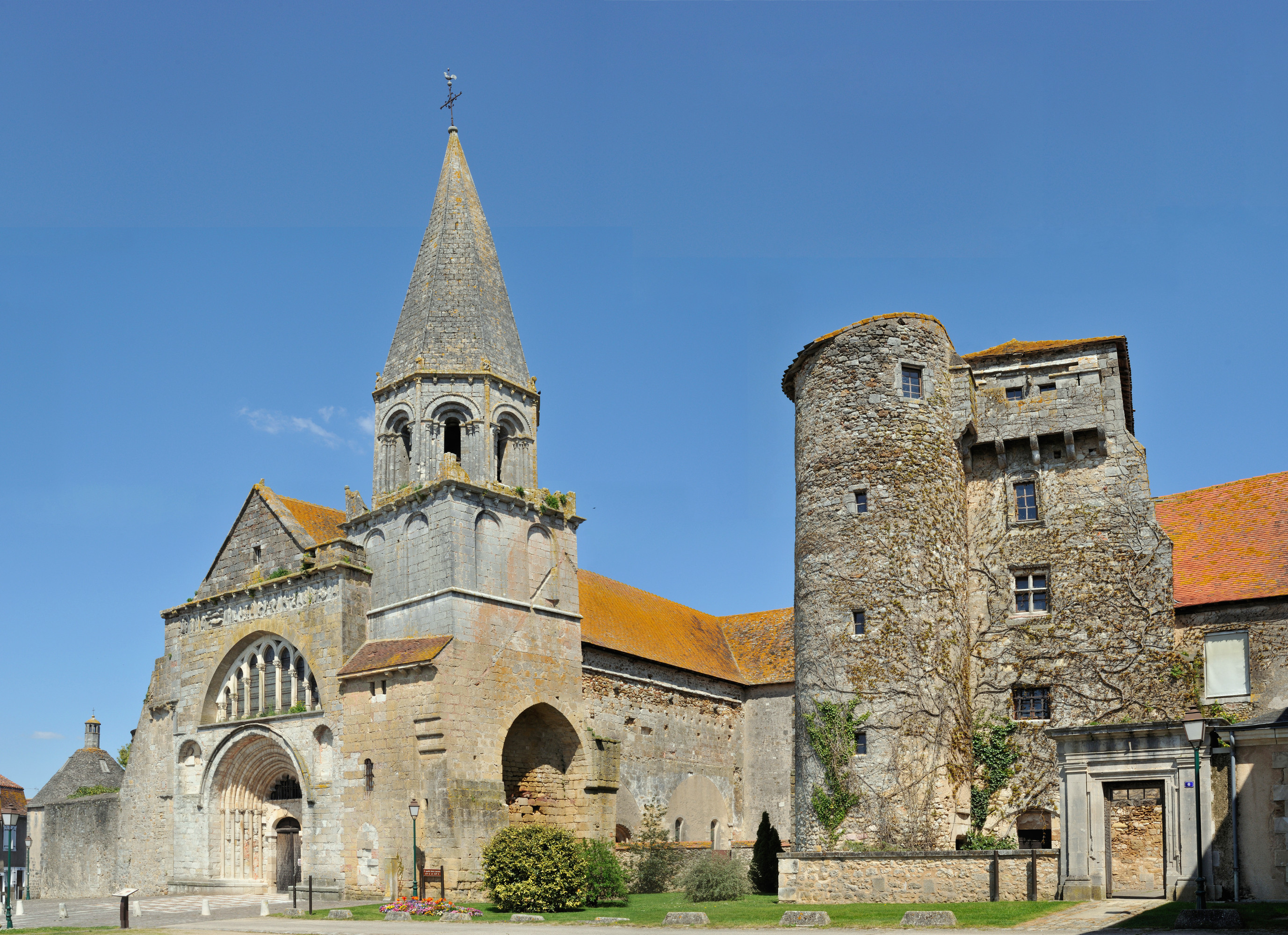
Maison-Dieu

Het Maison-Dieu (ook Hôtel-Dieu) is een voormalig hospitaal en klooster in de Franse stad Montmorillon (Vienne).

## Geschiedenis

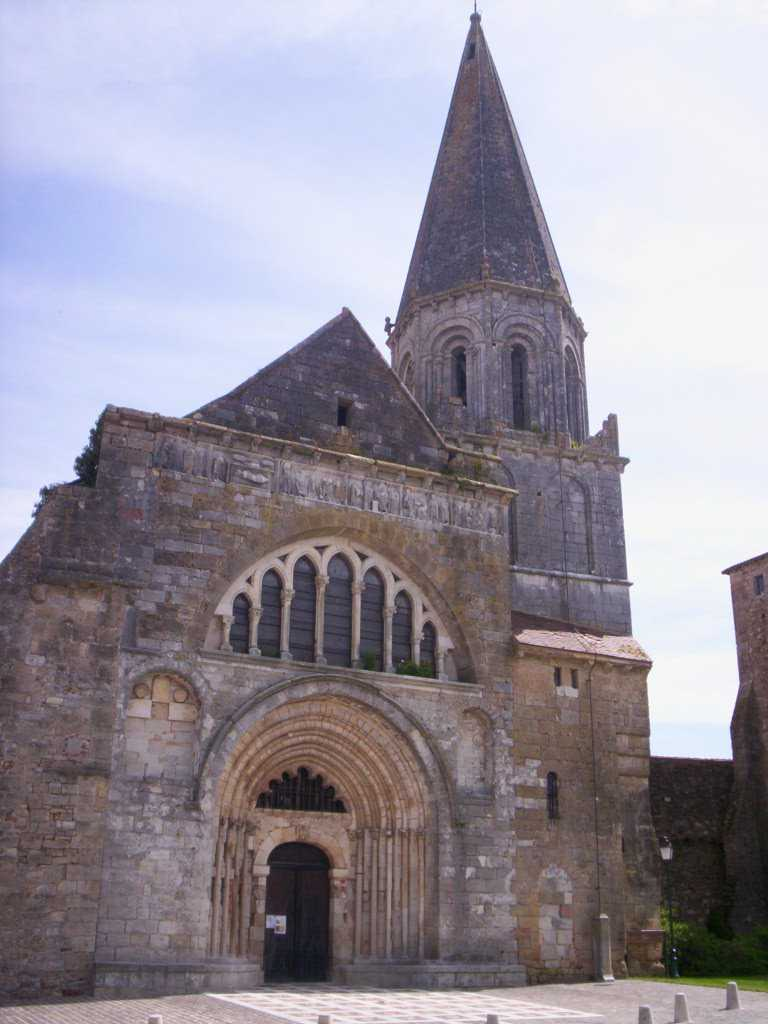
Kapel

In de elfde eeuw werd in Montmorillon een hospitaal gesticht om pelgrims en armlastige zieken op te vangen. Als stichters worden drie mannen uit de stad genoemd: Robert, Acfred en Umbert. Het hospitaal kende pas een eerste bloei nadat de edelman Robert du Puy in 1102 een grote schenking deed. Na zijn terugkeer van de kruistocht schonk hij zijn hele vermogen weg. Bisschop Pierre van Poitiers stichtte in 1107 een broederschap van geestelijken om in te staan voor het beheer van het ziekenhuis. Dit genootschap genoot de bescherming van Willem IX van Aquitanië als graaf van Poitiers. Ook later werd het hospitaal gesteund door de lokale heren en de hogere adel. Zo kende het Maison-Dieu een bloeitijd van de twaalfde tot de zestiende eeuw. Rond 1300, of mogelijk al eerder, kwam het beheer van het hospitaal in handen van de augustijnen. Het klooster- en hospitaalcomplex onderging talrijke veranderingen tussen de veertiende en de zestiende eeuw. Zo werd het complex versterkt om te kunnen weerstaan aan het geweld van de Honderdjarige Oorlog en de Hugenotenoorlogen. De zestiende eeuw was een tijd van verval. In de zeventiende eeuw kwam het klooster in handen van augustijnen uit Bourges. Er volgde een nieuwe belangrijke bouwfase.
In 1806 werd het Maison-Dieu ingericht als kleinseminarie door het bisdom Poitiers. In 1968 sloot het kleinseminarie de deuren en er kwam een rusthuis in de plaats. In 2009 verhuisde het rusthuis naar een nieuwe lokatie en kwam het Maison-Dieu leeg te staan. Het werd in 2022 overgedragen aan de regio Nouvelle-Aquitaine met het oog op het zoeken naar een nieuwe bestemming. De kapel wordt gebruikt voor culturele manifestaties.

## Beschrijving
Het Maison-Dieu omvat kloostergebouwen uit de zeventiende eeuw met een verwarmde zaal, de kapel Saint-Laurent-et-Saint-Vincent, de versterkte woning van de prior, een achthoekige kerkhofkapel, een tiendschuur en een tuin van 4,5 hectare. Delen van het Maison-Dieu zijn beschermd als monument historique.

### Kapel
De kapel Saint-Laurent-et-Saint-Vincent werd in de twaalfde eeuw gebouwd als kloosterkerk. De kapel heeft een rechthoekig grondplan. De façade en de achthoekige klokkentoren zijn twaalfde-eeuws. De façade is bekroond met een gebeeldhouwde fries die de geboorte van Christus voorstelt. Het gotisch beeldhouwwerk werd in de zestiende eeuw beschadigd tijdens de godsdiensttroebelen. Alle figuren werden onthoofd. De rest van de kapel werd gebouwd in de negentiende eeuw toen ze dienst deed als kapel van het kleinseminarie. Ook het interieur is uit het midden van de negentiende eeuw.

### Octogone

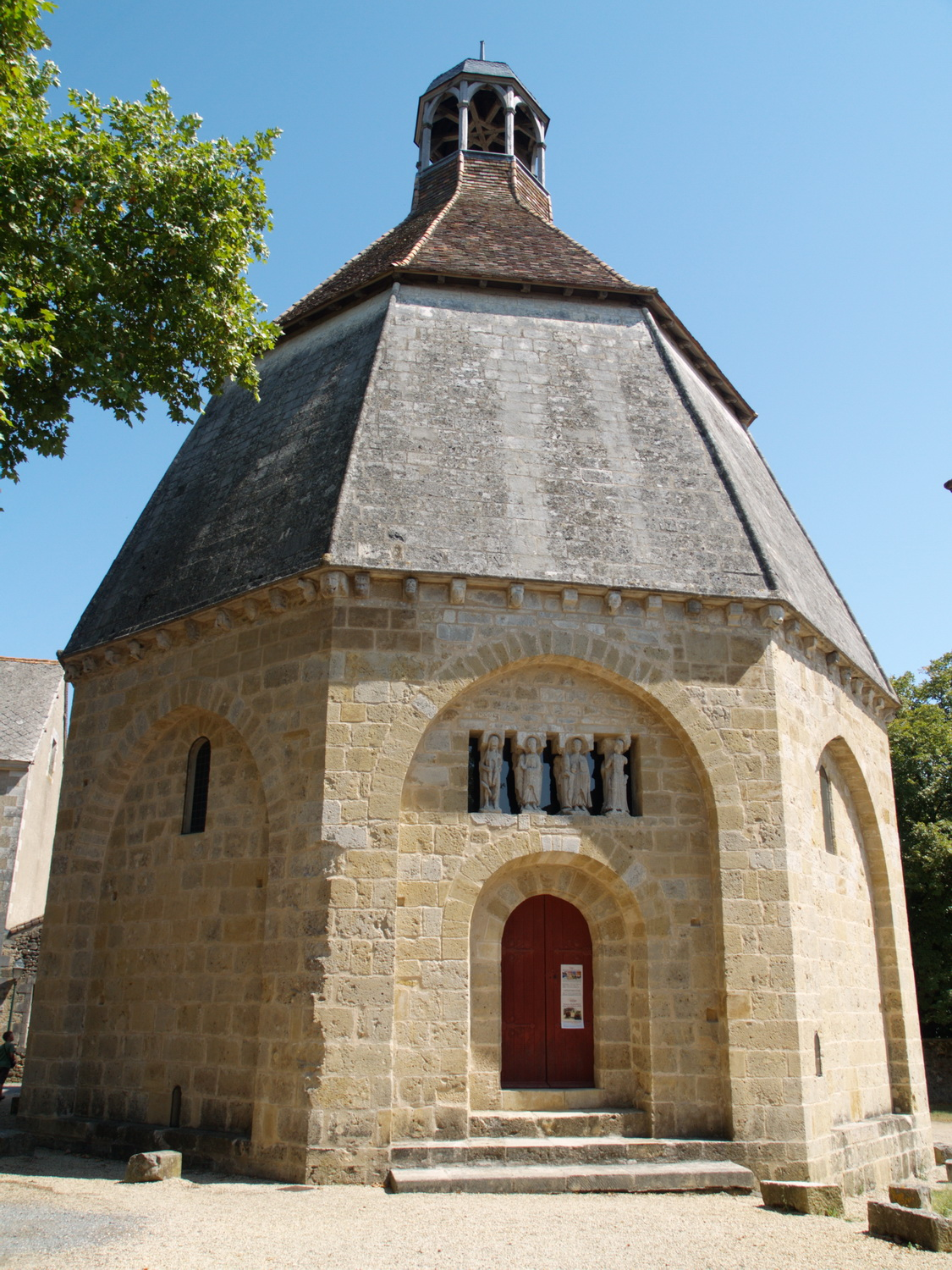
Octogone

Het Octogone werd in de twaalfde eeuw en het begin van de dertiende eeuw gebouwd, waarschijnlijk als kerkhofkapel. Mogelijk diende de Heilig Grafkerk van Jeruzalem tot voorbeeld. Het hospitaal had een groot kerkhof. In het Octogone is een ossuarium ingericht. Het drieledig dak stamt uit de zeventiende eeuw. Het gebouw werd gerestaureerd in 1997-1998.